# Murad Bey
Murad Bey (àrab: مراد بك, Murād Bak) (Tbilisi, 1750 - Bani Suwayf, 1801) fou un cap egipci mameluc, comandant de cavalleria i governant conjunt d'Egipte amb Ibrahim Bey. Se'l recorda sovint com un governant cruel i extorsionador, però un energètic combatent valent.

## Biografia
Si bé molts historiadors georgians afirmen que Murad era d'origen georgià i que va néixer a Tiflis, altres autors creuen que era circàssià. El 1768 va ser venut al cap mameluc dEgipte, d'origen circassià, Muhàmmad Bey Abu l-Dhahab.
Després de la mort del seu mestre Muhàmmad Bey Abu l-Dhahab, Murad Bey va estar al comandament de l'exèrcit de Mamluk, mentre que Ibrahim Bey es va encarregar de les tasques administratives d'Egipte. Van sobreviure a través dels persistents intents otomans de derrocament del règim de Mamluk i d'assalts civils. Van servir de kaymakams (governants en funcions) a Egipte en alguna ocasió, tot i que efectivament van mantenir el poder de facto durant dècades, fins i tot sobre el nomenat governador otomà d'Egipte.
El 1786, el sultà otomà Abdülhamid I va enviar Kapudan Pasha (gran almirall de l'Armada otomana) Cezayirli Gazi Hasan Pasha per expulsar a Ibrahim i Murad Bey.
 Hasan Pasha va ser fervent i exhaustiu en els seus esforços i va tenir èxit a curt termini, restablint el control directe de l'imperi otomà sobre Egipte. Ismail Bey va ser nomenat nou líder de Mamluk i Shaykh al-Balad (governador civil i governant de facto). No obstant això, el 1791, només cinc anys després de la seva expulsió per Hasan Pasha, el duumvirat va tornar al Caire per amagar-se al sud d'Egipte i va prendre el control de facto. En aquest moment, Murad Bey era Amir al-Hajj (Comandant de l'Hajj).
Va comandar la cavalleria Mamluk i la infanteria de Genísser a la batalla de Shubra Khit el 13 de juliol de 1798, però fou derrotat per l'Armée francès i es va retirar de la batalla. Vuit dies després, el 21 de juliol, comandà la cavalleria Mamluk durant la batalla de les piràmides, al costat d'Ibrahim Bey, i fou derrotat a mans dels exèrcits de Napoleó. Mentre, Ibrahim Bey va fugir cap al Sinaí, Murad havia fugit primer al Caire i després a l'Alt Egipte i va començar a realitzar una breu campanya de guerrilles que va apartar Desaix durant un any. Mentre perseguien Murad Bey cap a l'Alt Egipte, els francesos van descobrir els monuments a Dendera, Tebes, Edfu i Philae.
Hauria informat que Murad havia ofert diners a les forces franceses per abandonar Egipte i es va oferir a aliar-se amb els britànics a canvi de permetre als britànics ocupar Alexandria, Damietta i Rosetta. El 1800, Murad va fer la pau amb Jean-Baptiste Kléber, i va acceptar la guarnició del Caire, però va morir per pesta bubònica durant el seu viatge cap allà.